# Jesenice (powiat Przybram)
Jesenice – miejscowość i gmina (obec) w Czechach, w kraju środkowoczeskim, w powiecie Przybram. W 2022 roku liczyła 544 mieszkańców.